# Lambeth Walk
Lambeth Walk es una calle de Lambeth, (Londres, Inglaterra), ubicada frente a Lambeth Road. Era una vieja calle del mercado y área de vivienda.
Tras sufrir algunos daños en los bombardeos durante el Blitz en la Segunda Guerra Mundial el 18 de septiembre de 1940, el área quedó reducida a escombros y fue reconstruida posteriormente.
El motivo por el que es más famosa quizá sea que dio su nombre a una canción muy conocida, "The Lambeth Walk". También se la menciona en la canción "This Is What We Find" de Ian Dury and the Blockheads:

Forty-year old housewife Mrs Elizabeth Walk of Lambeth Walk

Had a husband who was jubblified with only half a stalk

So she had a milk of magnesia and curry powder sandwich,

Half a pound of uncut pork

Took an overdose of Omo, this made the neighbours talk

## Sistema de referencia de red nacional británica
Su posición en el Sistema de referencia de red nacional británica es TQ310789